# الأبحاث عن مرض باركنسون
الأبحاث الطبية عن مرض باركنسون (المعروف أيضًا باسم التجارب السريرية أو الدراسات البحثية أو الدراسات السريرية) تشير إلى أي دراسة تهدف إلى المساعدة في الإجابة عن أسئلة حول مسببات مرض باركنسون أو مناهج التشخيص أو العلاجات الجديدة له، من خلال دراسة آثارها على البشر. يُصمم ويُجري التجارب السريرية علماء وخبراء طبيون، ويدعون المشاركين للخضوع لاختبار لقاحات أو علاجات جديدة.
لا يشارك سوى عدد قليل من مرضى باركنسون في الأبحاث السريرية، وخاصةً في التجارب السريرية. يؤدي غياب المشاركة في التجارب السريرية إلى تأخير كبير في تطوير أدوية وعلاجات جديدة.

## اتجاهات البحث
أحد أهداف البحث السريري هو اختبار سلامة وفعالية العلاجات الجديدة. ويمكن أيضًا إجراء البحث السريري لمعرفة المزيد عن العلاجات أو الإجراءات الطبية، مثل كيفية التشخيص المبكر أو كيفية تفاعل العلاج مع الأدوية الأخرى.
على الرغم من وجود أنواع عديدة من الأبحاث السريرية، إلا أن النوعين الأكثر شيوعًا هما الأبحاث التداخلية والرصدية. على سبيل المثال، يمكن للباحثين الذين يحاولون تحديد أسباب مرض باركنسون إجراء دراسة رصدية لفحص العوامل الوراثية أو البيئية التي قد تكون سببًا في ظهور المرض لدى الفرد. وتُعد دراسات التاريخ الطبيعي التي تُقيّم كيفية تأثير مرض باركنسون على مختلف الأشخاص وكيفية تغيره بمرور الوقت مثالًا آخر على البحث الرصدي. تُستخدم دراسات دقة التشخيص للتحقق من مدى قدرة اختبار أو سلسلة من الاختبارات على تحديد المرضى المصابين بشكل صحيح.
يختبر الباحثون الذين يُجرون التجارب السريرية تأثير العلاجات. يمكن أن يشمل ذلك تغيير السلوك أو تناول الأدوية أو إجراء الجراحة. في نهاية المطاف إن الأبحاث التداخلية والرصدية لهما نفس القدر من الأهمية في المساعدة على إجابة الأسئلة وتطوير علاجات جديدة وإيجاد علاج لمرض باركنسون. تُجرى التجارب السريرية على سلسلة من المراحل.
ومن بين الدراسات التدخلية والرصدية لمرض باركنسون، هناك أبحاث جارية في عدد من المجالات المحددة.

## جودة الحياة
تدور أبحاث جودة الحياة في دور العلاج الطبيعي والعلاج المهني والتمارين الرياضية أو غيرها من التدخلات في جودة حياة الأشخاص المصابين بمرض باركنسون. قد يعاني المصابون بمرض باركنسون من أعراض حركية (مثل الرعشة والتصلب وبطء الحركة وعدم استقرار الوضعية واضطرابات المشي) بالإضافة إلى أعراض غير حركية (مثل الأعراض العصبية والنفسية وخلل في الجهاز العصبي اللاإرادي وغيرها؛ انظر: مرض باركنسون). بسبب هذا التنوع في الأعراض قد يؤثر مرض باركنسون على الصحة البدنية والاجتماعية والنفسية للفرد. على سبيل المثال، قد تؤدي صعوبات الحركة إلى صعوبات في العناية بالنفس والشعور بالإحراج والعزلة الاجتماعية والاكتئاب.
قد تتحقق الأبحاث مما إذا كانت هناك علاقة بين نوعية الحياة وأعراض مرض باركنسون. وقد بحث البحث في مرض باركنسون في العلاقة بين جودة الحياة وصلابة المحور وسمات الشخصية وتثقيف المريض.
وبدلاً من ذلك، قد تُقيّم الدراسة فعالية تدخل ما في تخفيف الأعراض، وتأثيره اللاحق على جودة الحياة. على سبيل المثال، تتوقع دراسة سريرية جارية زيادة لاحقة في السلامة والرفاهية بسبب استكشاف فيتامين د كعلاج محتمل لتحسين التوازن وتقليل خطر السقوط لدى مرضى باركنسون. استخدمت دراسة حديثة أخرى استخراج البيانات وتحليلها من أبحاث سريرية سابقة لاستكشاف تحسن الوظائف الحركية لدى مرضى باركنسون بعد العلاج بالليفودوبا. وخلصت الدراسة إلى أن التعلم الحركي بوجود الليفودوبا قد يُحسّن قدرة الجسم على التكيف مع مرض باركنسون.
تُدمج مقاييس جودة الحياة بشكل متزايد مع التجارب السريرية، وبالتالي أُجري الكثير من الأبحاث للتحقق من صحة مقاييس جودة الحياة للأشخاص المصابين بمرض باركنسون.

### الوقاية العصبية
الوقاية العصبية علاجٌ قد يُبطئ أو يُوقف أو يعكس تطور مرض باركنسون. يسعى الباحثون إلى تطوير عوامل حماية عصبية لمرض باركنسون، بالإضافة إلى اضطرابات الدماغ العصبية التنكسية الأخرى.
اقتُرحت العديد من الجزيئات كعلاجات محتملة للحماية العصبية. ومع ذلك، لم يُثبت أيٌّ منها بشكل قاطع قدرته على الحد من التنكس في التجارب السريرية. تشمل العوامل قيد البحث حاليًا كعوامل حماية عصبية الأدوية المضادة لموت الخلايا المبرمج (أوميغابيل، CEP-1347)، والعوامل المضادة للغلوتامات ومثبطات أكسيداز أحادي الأمين (سيليجيلين وراساجيلين) والأدوية البروميتوكوندريا (الإنزيم المساعد Q10 والكرياتين) وحاصرات قنوات الكالسيوم (إسراديبين) وعوامل النمو (GDNF).
يدرس الباحثون أيضًا لقاحات لمرض باركنسون تُنتج خلايا تُغير طريقة استجابة الجهاز المناعي للجسم لفقدان الدوبامين. أثبت هذا العلاج نجاحًا في عكس مسار مرض باركنسون لدى الفئران ويدرس الباحثون جدوى الدراسات السريرية على البشر.
قد تكون التمارين الرياضية وقائية للأعصاب. تُظهر الدراسات على الحيوانات أن التمارين الرياضية قد تحمي من السموم العصبية الدوبامينية، وتُظهر الأبحاث التي أُجريت عبر دراسات مستقبلية أن خطر الإصابة بمرض باركنسون لدى البشر ينخفض بشكل ملحوظ من خلال ممارسة التمارين الرياضية في منتصف العمر. هناك حاجة إلى مزيد من البحث لدراسة فوائد التمارين الرياضية في المرحلة المبكرة من مرض باركنسون ونوع التمارين الأنسب وتوقيت ممارستها والمدة المثلى لها.
أظهرت مراجعة أُجريت عام 2009، وشملت 11 مراجعة منهجية و230 تجربة عشوائية مُحكمة، فعالية الطب الصيني بالأعشاب (CHM) كعلاج مساعد لمرضى باركنسون.

### علم الوراثة
من بين المصابين بمرض باركنسون لا ترث سوى نسبة ضئيلة هذا المرض . ومع ذلك، فإن دراسة الأشكال الجينية لمرض باركنسون يمكن أن تساعد العلماء في معرفة المزيد عن الأشكال غير الموروثة. تدرس العديد من الدراسات الحالية العوامل الجينية لمرض باركنسون. ومن الأمثلة على الأبحاث الجينية دراسة حديثة بحثت في جين (GBA) كسبب مشتبه به لمرض باركنسون المبكر.
كشفت دراسة جينية شارك فيها باحثون من BGI Genomics عن السبب الجيني لمرض باركنسون. واكتشفت الدراسة، التي نُشرت في مجلة Neuroscience Bulletin، أن طفرة في جين Cysteinyl-tRNA synthetase (CARS) (c.2384A>T؛ p.Glu795Val؛ E795V) هي المسؤولة مما يوفر مسارًا جديدًا للوقاية من المرض والسيطرة عليه.

### الجراحة
ضمنت التطورات في الإجراءات الجراحية وتقنيات التصوير العصبي فعالية الأساليب الجراحية، تمامًا مثل الأدوية، في تخفيف بعض أعراض مرض باركنسون. التحفيز العميق للدماغ (DBS) هو تقنية جراحية تُدخل فيها قطب كهربائي صغير عميقًا في الدماغ. يُوصل القطب الكهربائي ببطارية تُزرع تحت عظمة الترقوة عبر سلك تحت الجلد. يُعد التحفيز العميق للدماغ فعالًا في كبح أعراض مرض باركنسون، وخاصةً الرعشة. وقد أدت دراسة سريرية حديثة إلى توصيات لتحديد مرضى باركنسون الأكثر استفادة من التحفيز العميق للدماغ.

## الخلايا النجمية
في نموذج حيواني، أدى التلاعب بخلايا السلائف الدبقية إلى إنتاج خلايا نجمية أصلحت أنواعًا متعددة من التلف العصبي الناتج عن مرض باركنسون. زرع الباحثون الخلايا في فئران مصابة بأعراض المرض فقط. تختلف الخلايا النجمية المستخدمة في الدراسة عن أنواع أخرى من الخلايا النجمية الموجودة في الدماغ الناضج. عند زرعها في أدمغة فئران مصابة بالمرض، كان سلوك الخلايا الجديدة مشابهًا للخلايا النجمية في الدماغ النامي، والتي تتميز بفعالية أكبر في بناء الروابط بين الأعصاب. أعادت الخلايا النجمية المزروعة الصحة والاستقرار، وسمحت للخلايا العصبية باستئناف نشاطها الطبيعي.
يجب أن يحمي العلاج الناجح طويل الأمد مناطق الدماغ المعرضة للهجوم، وأن يعزز إصلاح تلف الخلايا العصبية الدوبامينية في مجموعات خلايا الدماغ الأخرى. يمكن أن يساهم خلل الخلايا النجمية في حدوث اضطرابات عصبية متعددة.
بعد عملية الزرع، تم إنقاذ جميع الخلايا الدوبامينية والخلايا العصبية البينية والخلايا السينابتوفيزينية. تلعب الخلايا العصبية الداخلية دورًا هامًا في معالجة المعلومات والتحكم في الحركة، وهي مفقودة في مرض باركنسون. السينابتوفيزين بروتين أساسي للتواصل بين الخلايا العصبية. استعادت الفئران المزروعة مهاراتها الحركية إلى مستوياتها الطبيعية، مما أدى إلى عكس جميع الأعراض بشكل أساسي. لم تنجح أي علاجات سابقة في إنقاذ هذه الخلايا.

## المجموعات المشاركة
تحتاج الدراسات البحثية السريرية لمرض باركنسون إلى متطوعين في جميع مراحل المرض للمساعدة في حل الأسئلة غير المُجابة حوله وتطوير علاجات جديدة. وتسعى بعض الدراسات إلى إشراك مجموعات محددة من الأشخاص.

### المشخصة حديثًا
يسعى عدد من الدراسات البحثية السريرية لمرض باركنسون إلى تسجيل الأشخاص الذين شُخِّصوا حديثًا بمرض باركنسون والذين لا يخضعون حاليًا لأي علاج. تتفاوت هذه التجارب في نطاقها، إذ يركز بعضها على الحماية العصبية، حيث يسعى الباحثون إلى تحديد ما إذا كان مركب معين قد يوفر حماية للخلايا المنتجة للدوبامين، مما يُساعد في إبطاء أو إيقاف تطور المرض.

### ضوابط صحية
بالإضافة إلى مرضى باركنسون، هناك حاجة أيضًا إلى مجموعة ضابطة سليمة، بما في ذلك أصدقاء وأفراد عائلات مرضى باركنسون، للمشاركة في التجارب السريرية. يمكن لأفراد العائلة المشاركة في الدراسات الجينية، ويمكن للأشخاص الأصحاء المشاركة في التجارب التي تتطلب مجموعة ضابطة من المشاركين غير المصابين بمرض باركنسون. تُعد مجموعات التجارب المقارنة ضرورية لاختبار البحث قيد الدراسة.

## المشاركة

### الفوائد
لدى مرضى باركنسون وأصدقائهم وأفراد عائلاتهم أسبابٌ عديدةٌ للتفكير في المشاركة في الأبحاث السريرية. يعتقد الكثير من المشاركين أن مشاركتهم تعود بالنفع عليهم وعلى مستقبل غيرهم من المصابين بهذا المرض. لولا المشاركين في الأبحاث السريرية، لما تحققت الكثير من التطورات في علاج باركنسون. بالإضافة إلى تعزيز معرفة المجتمع العلمي بمرض باركنسون، قد تتيح المشاركة في التجارب السريرية الوصول إلى كبار المتخصصين في الرعاية الصحية، والحصول على أدوية وعلاجات جديدة قد تكون مفيدة. غالبًا ما تُقدم هذه الرعاية مجانًا مقابل المشاركة في الدراسة. وأخيرًا،قد تزيد معرفة وفهم الأشخاص الذين تتأثر حياتهم بمرض باركنسون بهذا المرض من خلال المشاركة في الدراسات السريرية.

### كيفية المشاركة
قد يكون العثور على التجربة السريرية المناسبة أمرًا صعبًا، وقد يكون العثور على متطوعين أكثر صعوبة بالنسبة لأعضاء فريق التجربة. يمكن لمرضى باركنسون استشارة أطبائهم ومناقشة تجاربهم مع أفراد أسرهم والتحدث إلى مشاركين آخرين في التجارب السريرية. يمكن العثور على موارد المشاركة عبر الإنترنت على الموقعين www.FoxTrialFinder.org وwww.ClinicalTrials.gov.

## موارد الأبحاث السريرية
تتوفر لدى الأشخاص المصابين بمرض باركنسون والذين يفكرون في المشاركة في الأبحاث السريرية الموارد اللازمة لمساعدتهم في التنقل خلال عملية البحث السريري.

### مكتشف محاكمة فوكس
تُعدّ منصة "فوكس ترايل فايندر"، التي تُديرها مؤسسة مايكل جيه فوكس لأبحاث مرض باركنسون، موقعًا إلكترونيًا يربط التجارب السريرية بالمتطوعين المحتملين. منذ إطلاقها عام 2012، سجّلت المنصة أكثر من 19,000 متطوع من قارات متعددة. يُدخل المتطوعون معلوماتهم - من موقعهم الجغرافي إلى الأدوية التي يتناولونها - في ملف شخصي على المنصة، ثم تُطابقهم المنصة مع التجارب السريرية القريبة التي تبحث عن متطوعين وفقًا لمعاييرهم الخاصة. تبحث المنصة عن متطوعين مصابين بمرض باركنسون وغير مصابين به.

### مناصرو مرض باركنسون في الأبحاث
برنامج "مناصري باركنسون في البحث" (PAIR) التابع لمؤسسة مرض باركنسون هو مبادرة تُعنى بالمرضى وتضمن لهم دورًا في صياغة عملية البحث السريري. من خلال تدريب مناصري مرض باركنسون للعمل كممثلين للمرضى في المجالس الاستشارية للأبحاث السريرية، يهدف برنامج PAIR إلى تحسين النتائج من خلال مساعدة الباحثين على تجاوز وتحديد العوائق البحثية التي قد يغفلونها. يتلقى المشاركون في برنامج PAIR تدريبًا من خلال معهد تعلم الأبحاث السريرية التابع لمؤسسة مرض باركنسون، وهو برنامج تدريب سنوي متعدد الأيام يركز على التثقيف من خلال جلسات تدريبية وورش عمل يقودها باحثون سريريون، بالإضافة إلى التفاعل مع منسقي الدراسات وممثلين عن الحكومة والقطاع.

### برنامج المؤشرات الحيوية لمرض باركنسون
يجمع برنامج المؤشرات الحيوية لمرض باركنسون التابع للمعهد الوطني للاضطرابات العصبية والسكتات الدماغية (NINDS) مختلف الجهات المعنية لإنشاء مورد لعينات السوائل الحيوية الطولية من مرضى باركنسون ومجموعات الضبط، وبيانات التقييم السريري المرتبطة بها، وذلك لأغراض أبحاث اكتشاف المؤشرات الحيوية. كما تتوفر بيانات التصوير العصبي والبيانات الجينومية لبعض العينات. جميع العينات محفوظة في مستودع الوراثة البشرية التابع للمعهد الوطني للاضطرابات العصبية والسكتات الدماغية في معهد كورييل، ويمكن طلبها من خلال موارد إدارة بيانات برنامج إدارة بيانات مرض باركنسون.

## المنظمات البحثية
المعهد الوطني للاضطرابات العصبية والسكتة الدماغية (NINDS)، التابع للمعاهد الوطنية للصحة (NIH)، هو ممول رئيسي لأبحاث مرض باركنسون في الولايات المتحدة. في عام 2012، موّل المعهد حوالي 98 مليون دولار أمريكي من إجمالي 154 مليون دولار أمريكي لأبحاث مرض باركنسون التي تدعمها المعاهد الوطنية للصحة. يدعم المعهد برامج أبحاث مرض باركنسون الأساسية والتطبيقية والسريرية من خلال آليات متنوعة، بما في ذلك مراكز موريس ك. أودال للتميز في أبحاث مرض باركنسون وبرنامج المؤشرات الحيوية لمرض باركنسون (PDBP). وقد أنجز المعهد مؤخرًا جهدًا تخطيطيًا رئيسيًا لتحديد أولويات أبحاث مرض باركنسون المستقبلية.
مؤسسة مرض باركنسون هي جهة وطنية رائدة في الولايات المتحدة الأمريكية في مجال أبحاث مرض باركنسون والتوعية به والدعوة العامة له. تعمل المؤسسة نيابةً عن المصابين به من خلال تمويل الأبحاث السريرية الواعدة لإيجاد علاجات وأدوية شافية له. تأسست المؤسسة عام 1957، ومنذ ذلك الحين استثمرت أكثر من 115 مليون دولار أمريكي في البحث العلمي.
تهدف مؤسسة مايكل جيه فوكس إلى تطوير علاج لمرض باركنسون. وبصفتها أكبر مؤسسة خاصة تُعنى بمرض باركنسون في الولايات المتحدة، أنفقت المؤسسة 325 مليون دولار على الأبحاث. في عام 2010، أطلقت مؤسسة فوكس أول دراسة سريرية واسعة النطاق حول المؤشرات الحيوية التطورية للمرض بتكلفة 40 مليون دولار خلال خمس سنوات..
مركز أبحاث الصحة العقلية هو اتحاد بحثي ممول من الحكومة الفيدرالية الأسترالية، يُجري أبحاثًا حول المؤشرات الحيوية وكواشف التصوير والعلاجات للتشخيص المبكر لمرض باركنسون.
أنشأ توم إسحاق مؤسسة علاج باركنسون في المملكة المتحدة عام 1968، وكان له دور فعال في ترتيب تجربة سريرية رائدة لدواء GDNF في جامعة بريستول خلال العقد الثاني من القرن الحادي والعشرين.